# Johan Bidstrup
Jens Carl Frederik Johan Bidstrup (18. ledna 1867, Kangaatsiaq – 6. dubna 1920, Qassersuaq) byl grónský obchodník a zemský rada zasedající v druhé severogrónské zemské radě.

## Životopis
Johan Bidstrup byl synem dánského obchodního správce Carla Christiana Bidstrupa (1836–1893) a jeho grónské manželky Abigael Lassenové (1839–1909). Jeho synovcem byl zemský radní Knud Bidstrup (1907–?). Johan se 22. července 1894 v Upernaviku oženil s Agathe Lydie Karoline Magdalene Olsen (1869–1905), dcerou dánského kováře Bendta Julia Ferdinanda Olsena (1840–?) a jeho grónské manželky Louise Katrine (1837–1889). Z manželství vzešlo pět dětí, z nichž dvě zemřely v raném věku.
Stejně jako jeho otec byl Johan Bidstrup obchodním správcem. V roce 1917 byl zvolen do Severogrónské zemské rady. Prvních tří zasedání se nezúčastnil a na druhém ho zastupoval Tobias Heilmann. Bidstrup nakonec v roce 1920 ve věku 53 let během tohoto volebního období podlehl rakovině.